# Fichtenmühle
Fichtenmühle ist ein Gemeindeteil der Stadt Heideck im Landkreis Roth (Mittelfranken, Bayern). Fichtenmühle liegt in der Gemarkung Laffenau.

## Lage
Die Überreste der ehemaligen „Fichtenmühle“ liegen zwei Kilometer nordöstlich der Stadt Heideck an der Kleinen Roth auf einer Höhe von 390 m ü. NHN. Zu erreichen sind sie vom Heidecker Gemeindeteil Seiboldsmühle aus über die Oberrödeler Straße und einem landwirtschaftlichen Weg. Im Siedlungsgebiet nordöstlich der Seiboldsmühle und nördlich der Oberrödeler Straße gibt es eine nach der Fichtenmühle benannte „Fichtenmühler Straße“.

## Geschichte
Die Mühle ist erstmals 1390 erwähnt, als Friedrich II. von Heideck eine Messe an der Pfarrkirche zu Heideck stiftete und diese Stiftung mit Liegenschaften bei der Fichtenmühle ausstattete. Noch im 19. Jahrhundert oblag die Pastorisierung der Fichtenmühle ausschließlich dem Frühmessbenefiziaten von Heideck.
Mit Heideck gelangte die Fichtenmühle nach dem Landshuter Erbfolgekrieg 1505 zum neuerrichteten Fürstentum Pfalz-Neuburg. Mit der Verpfändung des pfalzneuburgischen Pflegamtes Heideck und damit auch der Mühle 1542 an Nürnberg wurden auch deren Bewohner der Reformation zugeführt. 1585 wurde das Amt Heideck von Pfalz-Neuburg wieder eingelöst. Die Wiedereinführung der katholischen Glaubensausübung erfolgte mit der Rekatholisierung von Neuburg-Pfalz unter dem zur alten Kirche zurückgekehrten Pfalzgraf Wolfgang Wilhelm durch Jesuiten der Jesuitenstation Heideck ab dem Jahr 1627.
Am Ende des Ersten Kaiserreiches unter Napoleon, gegen 1800, bestand die Fichtenmühle aus einem einzigen Anwesen, das dem pfalz-neuburgischen Landrichteramt Heideck als Grundherrschaft gehörte und hoch- und niedergerichtlich dem pfalz-neuburgischen Pflegamt Heideck unterstand; kirchlich gehörte die Mühle zur Filialkirche Selingstadt der katholischen Pfarrei Heideck.
Im 19. Jahrhundert besaß die Fichtenmühle eine 25 Hektar große Gemarkung. Im Königreich Bayern (1806) wurde die Einöde Fichtenmühle mit ihren acht Bewohnern zunächst Teil des Steuerdistrikts Unterrödel. Schließlich bildete die Einöde Fichtenmühle mit dem Dorf Laffenau, dem Weiler Höfen, der Seiboldsmühle und der Einöde Waldhaus die Gemeinde Laffenau und den gleichnamigen Steuerdistrikt. Hierbei blieb es bis zur Gebietsreform in Bayern, bei der die Gemeinde Laffenau aufgelöst und mit der Fichtenmühle zum 1. April 1971 nach Heideck im Landkreis Roth eingemeindet wurde.
1841 saß auf der Mühle die Familie Quinat. 1873 wurden in der Fichtenmühle zwei Pferde und neun Rinder gehalten.
In den 1950er Jahren wurden die alten Mühlengebäude abgebrochen und modern überbaut sowie der Lauf der kleinen Roth begradigt. Von der historischen Bausubstanz ist in situ nichts erhalten geblieben. Die beiden ehemals westlich der Mühle gelegen, 2000 m² großen Mühlweiher sowie der Leitgraben wurden zugeschüttet und ein 400 m² großer Weiher, nach Norden versetzt, neu angelegt. Eine markante Baumreihe erinnert heute noch an den Verlauf des früheren Mühlbaches (vgl. hist. Karte und Luftbild).
1952 standen im nunmehrigen Weiler vier Wohngebäude mit 25 Bewohnern. Für 1970 werden 65 Einwohner vermeldet; das amtliche Ortschaftenverzeichnis für Bayern vom Jahr 1987 vermeldet für Fichtenmühle keine Angaben und verweist auf den Gemeindeteil Seiboldsmühle.

### Einwohnerentwicklung
- 1818/20: 8 (1 „Feuerstelle“, 2 Familien)[11][12]
- 1871: 7 (4 Gebäude)[14]
- 1900: 8 (2 Wohngebäude)[17]
- 1913: 4[18]
- 1937: 10[10]
- 1950: 25 (4 Wohngebäude)[12]
- 1961: 30 (5 Wohngebäude)[19]
- 1970: 65[20]
- 1987: keine Angaben[16]